# Josef Karlík (politik)
Josef Karlík, celým jménem Josef František Karlík (26. února 1844 Příbram – 18. července 1915 Blovice), byl rakouský a český podnikatel a politik, na přelomu 19. a 20. století poslanec Českého zemského sněmu a Říšské rady, starosta Blovic.

## Biografie
V rodné Příbrami vystudoval hlavní školu a do roku 1860 i nižší reálku. V mlýně svých rodičů se vyučil mlynářem a roku 1870 převzal mlýn v západočeských Blovicích. Patřil mu zde parní mlýn (jeden z největších v regionu) a strojní pekárna, které vybudoval v letech 1875–1882 na místě původního kolesového mlýna. Jeho firma měla průměrně 25 zaměstnanců. Podnik se účastnil četných výstav. V roce 1879 se prezentoval na mezinárodní výstavě v Praze, v roce 1888 na Jubilejní krajinské výstavě v Rokycanech a roku 1891 na Jubilejní zemské výstavě v Praze. Angažoval se i ve veřejném a politickém životě. Byl členem správního výboru sboru dobrovolných hasičů v Blovicích. Zasloužil se o provedení regulace řeky Úslavy v regionu Blovic. Od roku 1865 zasedal v okresním zastupitelstvu. V letech 1885–1891 byl starostou Blovic. I poté, co na starostenský post rezignoval, zůstal členem obecního zastupitelstva a v letech 1895–1897 byl městským radním.
Byl členem obchodní a živnostenské komory v Plzni, členem výboru Spolku Českomoravských mlynářů a členem výboru pro postavení labsko-dunajského kanálu. Od roku 1896 zasedal v představenstvu Úrazové pojišťovny pro Království české.
V 90. letech 19. století se zapojil i do zemské politiky. V doplňovacích volbách roku 1893 byl zvolen v kurii obchodních a živnostenských komor (volební obvod Plzeň) do Českého zemského sněmu. V řádných volbách v roce 1895 mandát obhájil. Politicky patřil k mladočeské straně. Uspěl zde i ve volbách v roce 1901. Ve volbách roku 1897 se stal i poslancem Říšské rady (celostátní zákonodárný sbor), kde zastupoval kurii městskou, obvod Tábor, Pacov, Kamenice atd.
Roku 1898 mu byl udělen Řád Františka Josefa. Zemřel v červenci 1915.